# 成海カズト
成海 カズト（なるみ カズト、1977年12月15日 - ）は日本の歌手、ソングライター、音楽プロデューサー。Keno、JukeBoxFridayのボーカリスト。ロータス合同会社所属。
倖田來未、KinKi Kids、ジェジュン、May J.、ARASHI、ASTRO、V6、関ジャニ∞、Hey! Say! JUMP、Kis-My-Ft2、松浦亜弥、超特急、三浦涼介、青柳翔、高杉さと美、紗羅マリーなどへの楽曲提供、プロデュースを手がけている。

## 略歴
- 1998年、ユニットKenoを結成。HIRO名義でボーカル、ギター、作詞、作曲を担当。都内を中心にライブ活動を行う。
- 1999年1月、ユニバーサルビクター（現ユニバーサルミュージック）と契約を結び、同年5月、1stシングル『Circle of Days』でメジャーデビュー。日本テレビ系『ろみひー』エンディング・テーマとなり、そのフォーキーかつグルーヴィーなサウンド、演奏力に業界の注目が集まり、ラジオ局のヘヴィー・ローテーション、音楽専門誌を中心に話題となる。同年9月、2ndシングル『Heat Haze 〜陽炎〜』発売。（テレビ朝日系『人気者でいこう!』エンディング・テーマ）
- 2000年1月、3rdシングル『おはよう。』発売。フジテレビ系列アニメ「HUNTER×HUNTER」の主題歌となりヒット。FMラジオ、ミュージックステーション、HEY!HEY!HEY! MUSIC CHAMPなどの音楽番組を始め、その他各メディアに出演。4月からはbay-fmにてレギュラー番組[1]開始。全国でのライブ活動を行う。同年5月、4thシングル『パレット』（テレビ朝日系『人気者でいこう!』エンディング・テーマ）、6月には1stアルバム『Breathe』を発売。また海外でも、3万人を動員した韓国ロックフェスライブに出演、日本人としては初めて韓国のテレビで演奏が放送された。
- 2001年1月、5thシングル『Be with You』発売。藤原紀香が主演を務める『アルク』CMソングに使用される。ニッポン放送 『オールナイトニッポンR スペシャルナイト』出演[2]。（2001年1月24日放送）デビューから、2001年まで、通算6枚のCDを発表。
- 2002年、成海カズト名義で音楽活動を開始。KinKi Kids、倖田來未、ジェジュン、May J.、ARASHI、ASTRO、V6、関ジャニ∞、超特急、松浦亜弥、三浦涼介、高杉さと美、紗羅マリーなどの楽曲、プロデュースを多数手がける。
- 2005年、FLAME「Shake You Down」、上原奈美「Yours,」、ARASHI「イチオクノホシ」のクレジットは“Kazz”名義となっており、それ以降の楽曲提供から、“成海カズト”名義となっている。
- 2006年、KinKi Kidsのアルバム『I album -iD-』で詞・曲提供した『Love is...〜いつもそこに君がいたから〜』が、ファン投票の結果、全129曲の中から第4位[3]に選ばれ、デビュー曲から本作発売までに発表された全楽曲を対象とした、ファン投票のセレクションベストアルバム『39』（2007年）に本楽曲が収録された。
- 2008年、倖田來未のシングル『stay with me』に曲を提供。オリコンシングルチャート初登場1位、発売日を前に「着うた」が100万ダウンロードを突破し、その後も250万ダウンロードを記録。
- 2009年、オリコン作曲家ランキング4位[4]（2009年01月度）
- 2011年、音楽プロデュースチーム、JukeBoxFridayを結成。メンバーは、成海カズト、長田直之。自身のファーストクリスマスシングル「HO!HO!HO!」を発表した。[5]その他、アーティストへの楽曲提供やプロデュースも行う。

## ディスコグラフィー

### シングル
1. 『Circle of Days』 （1999年5月21日）
  1. Circle of Days（作曲）（日本テレビ系『ろみひー』エンディング・テーマ）
  2. Hide & Seek
  3. Circle of days (Backing track)
2. 『Heat Haze 〜陽炎〜』（1999年9月16日）
  1. Heat Haze 〜陽炎〜（作曲）（テレビ朝日系『人気者でいこう!』エンディング・テーマ）
  2. Feel like the moon（作曲）
  3. Heat Haze 〜陽炎〜(Backing track)
3. 『おはよう。』 （2000年1月1日）
  1. おはよう。（共作詞・作曲）（フジテレビ系アニメ『HUNTER×HUNTER』オープニング・テーマ）
  2. Monkeys Banquet（作曲）
  3. おはよう。(Backing track)
4. 『パレット』（2000年5月17日）
  1. パレット（共作詞・作曲）（朝日放送・テレビ朝日系『人気者でいこう!』エンディング・テーマ、コジマ『フレッシュ・グレー』キャンペーン・ソング）
  2. トモダチでいよう（作曲）
  3. パレット (Backing track)
5. 『Be with You』 （2001年1月24日）
  1. Be with You（作詞・作曲）（『アルク』CMソング、TBS「CDTV-Neo」2月度（2001年）オープニングテーマ曲）
  2. Crazy bout you（作曲）
  3. Be with You (Backing track)

### アルバム
1. 『Breathe』 （2000年6月24日）
  1. Breathe　（作詞・作曲）
  2. おはよう。（共作詞・作曲）
  3. Feel like the moon（作曲）
  4. 午後の疾走（作曲）
  5. 6月の雨（作詞・作曲）
  6. たとえそうでなくても 〜if it was not〜（作曲）
  7. Sister'n Brother（作詞・作曲）
  8. 僕だけのMelody（作詞・作曲）
  9. パレット（作曲）
  10. Circle of Days （作曲）
  11. ありがとう。（作詞・作曲）

「Circle of Days」「おはよう。」「パレット」を含む全11曲。

## 出演

### ラジオ
- bayfm 『ARTIST PARADISE』（火曜日）レギュラー　26:00 - 27:00（2000年4月〜2001年3月）『ベイリズミックス』『パワーストリート』ほか
- TOKYO FM 『エモーショナル・ビート』ほか
- FM横浜 『ザ・ランキング』ほか
- NACK5 『ヒットオペレーション』ほか
- ニッポン放送 『オールナイトニッポンR スペシャルナイト』 27:00〜28:30 （2001年1月24日放送）
- TBSラジオ 　木曜UPS2部レギュラー
- 文化放送『ファンキーリップス』ほか
- 東海ラジオ放送 『Oh!キーノ僕Keno』レギュラー　25:30〜（1999年8月〜）

### CM
- 『アルク』CMソング（2001年）
- コジマ『フレッシュ・グレー』キャンペーン・ソング（2000年）

### 雑誌
- 『B-PASS』：シンコーミュージック・エンタテイメント
- 『PATi PATi』：ソニー・マガジンズ
- 『CD HITS!』：学習研究社
- 『CDでーた』：角川書店
- 『ポップビート』：主婦と生活社
- 『オリコンウィーク』：オリコン
- 『ソングコング』：ソニー・マガジンズ
- 『ザッピー』：メディアファクトリー

### TV
- 『ミュージックステーション』（2000年・2001年）テレビ朝日系
- 『HEY!HEY!HEY! MUSIC CHAMP』（2000年・2001年）フジテレビ系
- 『ポップジャム』（1999年・2000年）NHK総合
- 『うたばん』（2000年）TBS系
- 『COUNT DOWN TV』（2001年）TBS系
- 『FUN』（2000年）日本テレビ系
- 『速報!歌の大辞テン』（2000年）日本テレビ系
- 『ポケットミュージック』（1999年）日本テレビ系
- 『P-STOCK』（1999年）フジテレビ系
- 『伝説音舗〜うれる堂〜』（2000年）日本テレビ系

## 楽曲提供・プロデュース・演奏参加作品
倖田來未
- 「stay with me」（作曲）

ジェジュン
- 「Defiance」（作曲）

ASTRO
- 「花咲ケミライ」（作詞・作曲）

松浦亜弥
- 「dearest」（作詞・作曲・コーラスアレンジ）

May J.
- 「Only one」（May J.との共作詞・作曲・コーラスアレンジ）

青柳翔
- 「君に伝えたいこと」（作詞・作曲）

高杉さと美
- 「プライド・ゲーム」（作曲）

紗羅マリー
- 「MY NAME IS」（作曲・編曲）

三浦涼介
- 「夏だよHONEY!!」（共作詞・作曲・プロデュース）
- 「MissTerious」（作曲・プロデュース）
- 「BEEP BEEP」（共作詞・作曲・プロデュース）
- 「LOVE LOVE LOVE」（共作詞・作曲・プロデュース）
- 「あなたのために」（作曲・プロデュース）
- 「誰より君に近い場所で」（作曲・プロデュース）
- 「escape」（作曲・プロデュース）
- 「Bad Dream」（作曲・プロデュース）
- 「All the way」（作曲・プロデュース）

FLAME
- 「Shake You Down」（作詞）
- 「Shiny Road」（作詞・作曲・コーラスアレンジ・コーラス）

上原奈美
- 「Yours,」（作詞・作曲・コーラスアレンジ）

WaT
- 「潮騒の午後」（コーラス）

Vanilla Mood
- 「naked love〜亜麻色の髪の乙女〜」（コーラス）

水木一郎
- 「花鳥風月」（作詞・作曲・プロデュース）

入野自由
- 「不埒なセッション」（作曲・編曲）[JukeBoxFriday名義]

超特急
- 「Beasty Spider」（共作詞）（作曲・編曲）[JukeBoxFriday名義]
- 「SAIKOU KOUSHIN」（作曲）[JukeBoxFriday名義]

### ジャニーズ事務所関連
坂本昌行（V6）
- 「Happy Happy Birthday!」（作詞・作曲）

KinKi Kids
- 「Stay」（作詞）
- 「Love is...〜いつもそこに君がいたから〜」（作詞・作曲・コーラスアレンジ・コーラス）
- 「ラプソディー」（作詞・作曲）
- 「憂鬱と虹」（作曲）
- 「灰色の花」（作詞・作曲）
- 「Fall Dance」（作詞・作曲・共編曲）
- 「響 -hibiki-」（作詞・作曲）

嵐
- 「イチオクノホシ」（作曲）

関ジャニ∞
- 「それでイイんじゃない」（作詞・作曲）
- 「Heat is on」（作詞・作曲）

Hey! Say! JUMP
- 「Hero」（作曲）

Kis-My-Ft2
- 「SHOOTING STARS」（作詞・作曲）

King & Prince
- 「アシタノカタチ」（作詞・作曲）

関西ジャニーズJr.
- 「Blue Rose」（作詞・作曲）
- 「アイシテル」（作曲）

## タイアップ一覧
| 曲名                       | タイアップ                                              |
| -------------------------- | ------------------------------------------------------- |
| Circle of Days（Keno）     | 日本テレビ系『ろみひー』エンディング・テーマ            |
| Heat Haze 〜陽炎〜（Keno） | テレビ朝日系『人気者でいこう!』エンディング・テーマ     |
| おはよう。（Keno）         | フジテレビ系アニメ『HUNTER×HUNTER』オープニング・テーマ |
| パレット（Keno）           | テレビ朝日系『人気者でいこう!』エンディング・テーマ     |
| パレット（Keno）           | コジマ『フレッシュ・グレー』キャンペーン・ソング        |
| Be with You（Keno）        | 『アルク』CMソング                                      |
| Be with You（Keno）        | TBS「CDTV-Neo」2月度（2001年）オープニングテーマ曲      |
| Sister'n Brother（Keno）   | 高須クリニックCMソング                                  |
| Shake You Down（FLAME）    | 日本テレビ系『サルヂエ』エンディング・テーマ            |
| Shake You Down（FLAME）    | 日本テレビ系『少年チャンプル』エンディングテーマ        |
| Yours,（上原奈美）         | 日本テレビ系「音楽戦士 MUSIC FIGHTER」サビNAVI          |
| stay with me（倖田來未）   | au「LISMO」CMソング                                     |
| stay with me（倖田來未）   | Sony Ericsson Walkman® Phone,Xmini CMタイアップソング   |
| Only one（May J.）         | 映画「センチメンタルヤスコ」主題歌                      |
| 夏だよHONEY!!（三浦涼介）  | SHIDAX CMソング                                         |
| あなたのために（三浦涼介） | 映画「PIECE~記憶の欠片」主題歌                          |
| escape（三浦涼介）         | TBS系列「有田とヤラシイ人々」エンディングテーマ         |
| Defiance（ジェジュン）     | MBS/TBS系列アニメ「ゾイドワイルド」オープニングテーマ   |